# Климов, Фёдор Александрович
Фёдор Александрович Климов (род. 7 сентября 1990, Ленинград) — российский фигурист, выступавший в парном катании. В паре с Ксенией Столбовой стал олимпийским чемпионом (командный турнир, 2014), серебряным призёром Олимпийских игр (парное катание, 2014), трёхкратным чемпионом России (2014, 2015, 2017), серебряным призёром чемпионата мира (2014), Европы (2014, 2015, 2018).
Климов начинал карьеру одиночником, был девятым на Первенстве России среди юниоров (2007). После перехода в парное катание выступал с Марией Чащиной и Александрой Малаховой, с каждой из которых катался на протяжении одного сезона. В 2009 году образовал дуэт с Ксенией Столбовой, в паре с ней добился основных успехов в карьере. После завершения карьеры стал тренером по фигурному катанию и функционером Международного союза конькобежцев.
Заслуженный мастер спорта России (2014). По состоянию на март 2016 года Столбова и Климов занимали второе место в рейтинге Международного союза конькобежцев.

## Карьера
Мать Фёдора работает тренером по фигурному катанию, поэтому, по его словам, у него «не было выбора», и он начал кататься на коньках в четыре года. В 16 лет он перешёл в парное катание по предложению своего тренера. На юниорском уровне Фёдор выступал с Александрой Малаховой и Марией Чащиной, пока в 2009 году тренер Людмила Великова не объединила его в пару с Ксенией Столбовой.
Они прошли в финал юниорского Гран-при в первом же совместном сезоне, но заняли там 7-е место из-за того, что были больны. Затем они выиграли первенство России среди юниоров и завоевали бронзу юниорского чемпионата мира.
В сезоне 2010/2011 фигуристы выиграли оба этапа юниорского Гран-при и вышли в финал, где стали вторыми. На дебютном этапе Гран-при среди взрослых Skate America 2010 заняли 5-е место. Второй раз выиграв первенство России среди юниоров, вошли в состав сборной на чемпионат мира среди юниоров, где завоевали серебряные медали.
В сезоне 2011/2012 выступили на этапах Гран-при в Париже (не слишком удачно, лишь 7-е место) и Москве (4-е место). На чемпионате России 2012 завоевали серебряные медали, но так как в том чемпионате не участвовали две сильнейшие спортивные пары страны — Татьяна Волосожар и Максим Траньков и Юко Кавагути с Александром Смирновым, то на чемпионат Европы 2012 Столбова и Климов были заявлены лишь запасными. Однако, в начале января 2012 года, пара Кавагути/Смирнов снялась с европейского первенства по медицинским показаниям и Столбова с Климовым заменили их в сборной команде. Дебют на первенстве континента оказался успешным — Столбова и Климов завоевали бронзовые медали.
В 2014 году на Зимних Олимпийских играх Ксения и Фёдор стали чемпионами в командных соревнованиях; в частности, в произвольной программе они были первыми, набрав 135.09 балла и принеся сборной 10 очков. 12 февраля 2014 пара завоевала серебряную олимпийскую медаль в личном зачёте.
В 2014-2015 годах постановщиком обеих программ Столбовой и Климова стал Николай Морозов.
Мы с Федором любим динамичную музыку в короткой программе. Именно такое пожелание мы высказали Николаю. Он предложил достаточно необычную музыку - из кинофильма "Крадущийся тигр, затаившийся дракон". Ни у Николая, ни тем более у нас до этого не было опыта работы с китайской музыкой. Поэтому мы втроем специально ездили в китайский народный центр в Нью-Йорке, где взяли полуторачасовой урок хореографии. И вышли оттуда наполненные массой идей, которые и постарались воплотить на льду. Что же касается произвольной, то взять музыку из "Нотр-Дам де Пари" было совместной идеей. Мы лишь сошлись во мнении, что это должна быть не уже набившая оскомину "Бэль", а нарезка из других музыкальных темКсения Столбова
Пара успешно начала сезон: победа на обоих этапах Гран-при. В финале серии уступили золотые медали канадской паре Дюамель-Редфорд, проводящей (на тот момент и до сих пор) свой лучший сезон. На декабрьском чемпионате России повторили предыдущее достижение, став двукратными чемпионами России.
В сезоне 2015-2016 стали первой в истории парой, прыгнувшей каскад 3-3-2. На Финале Гран-При получили 154.6 баллов, что является второй суммой за всю историю новой системы судейства в произвольной программе, тем самым уступив 0.06 мировому рекорду пары Волосожар-Траньков. Однако далее последовала травма у Фёдора и пара снялась с национального и континентального чемпионатов. Лишь через четыре месяца они появились вновь[где?]. В начале апреля в Бостоне на мировом чемпионате пара оказалась лучшей из российских, но медалей не выиграли.
Новый предолимпийский сезон пара начала, из-за травмы Ксении, в конце декабря; фигуристы выступили в Челябинске на чемпионате России, где в упорной борьбе вернули себе золотую медаль. В конце января они выступали на европейском чемпионате в Остраве, где не сумели войти в число пар призёров. В конце марта российские парники появились на мировом чемпионате в Хельсинки, где замкнули пятёрку лучших пар в мире. При этом они поспособствовали завоеванию трёх путёвок для своей страны на Олимпийские игры.
В начале октября российская пара начала олимпийский сезон в Эспоо, на Трофее Финляндии, где они финишировали с бронзовыми медалями. Через две недели россияне выступали в серии Гран-при на домашнем этапе, где пара финишировала с серебром. Спустя ещё три недели спортсмены приняли участие в японском этапе серии Гран-при, где финишировали с серебряными медалями. Это позволило им выйти в Финал Гран-при. На самом Финале в Нагое пара финишировала рядом с пьедесталом. На национальном чемпионате в середине декабря в Санкт-Петербурге пара финишировала в очередной раз с серебряными медалями. В Москве на континентальном чемпионате в середине января российская пара завоевала в упорной борьбе серебряные медали. Позднее стало известно, что МОК не допустил пару до Олимпийских игр. Фигуристы затем пропустили мировой чемпионат из-за травмы.
В межсезонье фигуристы приняли решение прекратить вместе выступать в паре. Далее Фёдор закончил спортивную карьеру и занялся тренерской работой. Летом 2019 года Федор Климов включен в состав технического комитета Международного союза конькобежцев (ISU) одиночного и парного катания как представитель спортсменов.

## Личная жизнь
17 июня 2022 года женился на фигуристке Евгении Тарасовой.

## Программы
| Сезон   | Короткая программа                                                                  | Произвольная программа                                    |
| ------- | ----------------------------------------------------------------------------------- | --------------------------------------------------------- |
| 2017–18 | «Tango de Besame» Benise                                                            | «Кармен-сюита»                                            |
| 2016–17 | «Clair de lune» Клод Дебюсси                                                        | «Après la pluie», «Pomeriggio» и «Lied guitare» Рене Обри |
| 2015–16 | «I Put a Spell on You» Энни Леннокс                                                 | «Man and Shadow» Дэнни Эльфман                            |
| 2014–15 | Саундтрек к фильмам «Крадущийся тигр, затаившийся дракон» и «Дом летающих кинжалов» | «Нотр-Дам де Пари» Риккардо Коччанте                      |
| 2013–14 | «Surrender» Джесси Кук                                                              | Саундтрек к «Семейке Аддамс» Марк Шейман                  |
| 2012–13 | Саундтрек к «Интервью с вампиром» Эллиот Голденталь                                 | Саундтрек к «Семейке Аддамс» Марк Шейман                  |
| 2011–12 | «Болеро» Морис Равель                                                               | «Половецкие пляски» Александр Бородин                     |
| 2010–11 | «Астурия» Исаак Альбенис                                                            | Музыка из фильма «Дорога» Нино Рота                       |
| 2009–10 | «Русская фантазия»                                                                  | «Восточная фантазия»                                      |

## Результаты
| Соревнования                    | 06/07 |
| ------------------------------- | ----- |
| Первенство России среди юниоров | 9     |

| Соревнования                     | 07/08 |
| -------------------------------- | ----- |
| Финал Кубка России среди юниоров | 9     |

| Соревнования                    | 08/09 |
| ------------------------------- | ----- |
| Первенство России среди юниоров | 8     |

(В паре с Ксенией Столбовой)
| Соревнования                | 09/10         | 10/11         | 11/12         | 12/13         | 13/14         | 14/15         | 15/16         | 16/17         | 17/18         |
| Международные               | Международные | Международные | Международные | Международные | Международные | Международные | Международные | Международные | Международные |
| --------------------------- | ------------- | ------------- | ------------- | ------------- | ------------- | ------------- | ------------- | ------------- | ------------- |
| Олимпиада — пары            |               |               |               |               | 2             |               |               |               |               |
| Олимпиада — команда         |               |               |               |               | 1             |               |               |               |               |
| Чемпионат мира              |               |               |               |               | 2             |               | 4             | 5             |               |
| Чемпионат Европы            |               |               | 3             | 6             | 2             | 2             |               | 4             | 2             |
| Финал Гран-при              |               |               |               |               |               | 2             | 1             |               | 4             |
| Гран-при Японии             |               |               |               |               |               |               |               |               | 2             |
| Гран-при Китая              |               |               |               | 3             |               |               |               |               |               |
| Гран-при Франции            |               |               | 7             | 5             |               | 1             |               |               |               |
| Гран-при России             |               |               | 4             |               | 4             | 1             | 1             |               | 2             |
| Гран-при США                |               | 5             |               |               | 3             |               | 4             |               |               |
| Finlandia Trophy            |               |               |               |               |               |               |               |               | 3             |
| Мемориал Непелы             |               |               |               |               |               |               | 1             |               |               |
| Универсиада                 |               |               |               |               | 1             |               |               |               |               |
| Кубок Варшавы               |               |               |               |               | 1             |               |               |               |               |
| Bavarian Open               |               |               |               | 1             |               |               |               |               |               |
| Кубок Ниццы                 |               |               |               | 2             |               |               |               |               |               |
| Международные среди юниоров |               |               |               |               |               |               |               |               |               |
| Чемпионат мира              | 3             | 2             |               |               |               |               |               |               |               |
| Финал Гран-при              | 7             | 2             |               |               |               |               |               |               |               |
| Гран-при Австрии            |               | 1             |               |               |               |               |               |               |               |
| Гран-при Британии           |               | 1             |               |               |               |               |               |               |               |
| Гран-при Беларуси           | 7             |               |               |               |               |               |               |               |               |
| Гран-при США                | 2             |               |               |               |               |               |               |               |               |
| Национальные                |               |               |               |               |               |               |               |               |               |
| Чемпионат России            |               | 6             | 2             | 3             | 1             | 1             |               | 1             | 2             |
| Национальные среди юниоров  |               |               |               |               |               |               |               |               |               |
| Первенство России           | 1             | 1             |               |               |               |               |               |               |               |

## Награды и звания
- Орден Дружбы (24 февраля 2014 года) — за большой вклад в развитие физической культуры и спорта, высокие спортивные достижения на XXII Олимпийских зимних играх 2014 года в городе Сочи[24][25].
- Благодарность Президента Российской Федерации (24 декабря 2013 года) — за высокие спортивные достижения на XXVI Всемирной зимней Универсиаде 2013 года в городе Трентино (Италия)[26]
- Заслуженный мастер спорта России (10 февраля 2014 года)[27]
- Мастер спорта России международного класса (20 апреля 2012 года)[28].